# 성윤용
성윤용(1970년~)은 대한민국의 가수이자 여행스케치멤버였다 지금현재 여주대학에서 실용음악과 겸임교수를 재직하고 있다

## 학력
- 서울고등학교 (졸업)
- 명지대학교 영어영문학과 (졸업)
- 버클리 음악 대학 MP & E (졸업)
- 한양대학교 대학원 뉴미디어학과 (졸업)

## 앨범
- 1989년 《여행스케치》
- 1990년 《추억여행 새벽에서 꿈까지》
- 1992년 《세가지 소원》
- 1994년 《다 큰 얘들 이야기》
- 1994년 《오래된 이야기》
- 1996년 《여행스케치best》
- 1996년 《남준봉》
- 1997년 《처음타본 타임머신》
- 1998년 《향수 (그때가 그리워)》
- 2000년 《Love story》
- 2001년 《천국에서 길을 잃었다》
- 2001년 《소풍 (Best In Live Concert》
- 2002년 《달팽이와 해바라기》
- 2003년 《The Best Of The Best 여행스케치 1998 ~ 2003》
- 2008년 《별이 뜬다네 (EP)》
- 2014년 《여행스케치 25주년 기념 싱글앨범 - 집밥》
- 2015년 《기부 앨범 프로젝트 1st Album》
- 2016년 《가화만사성 OST Part 7》
- 2017년 《꽃피어라 달순아 OST Part 1》
- 2021년 《손끝무지개》

## 경력
- 여주대학 실용음악과 겸임교수
- 에프엔씨뮤직 대표이사
- 그룹 '여행스케치' 멤버
- SM엔터테인먼트 보컬 트레이너
- C-47 post studio 대표이사